# Kamonegix
„Kamonegix” (jap. カモネギックス Kamonegikkusu) – ósmy singel japońskiego zespołu NMB48, wydany w Japonii 2 października 2013 roku przez laugh out loud records.
Singel został wydany w czterech edycjach: trzech regularnych (Type A, Type B, Type C) oraz „teatralnej” (CD). Osiągnął 1 pozycję w rankingu Oricon i pozostał na liście przez 24 tygodnie, sprzedał się w nakładzie 509 210 egzemplarzy. Singel zdobył status podwójnej platynowej płyty.

## Lista utworów
Wszystkie utwory zostały napisane przez Yasushiego Akimoto.

### Type A
| CD | CD                                                                               | CD              | CD              | CD      |
| Nr | Tytuł utworu                                                                     | Kompozycja      | Aranżacja       | Długość |
| -- | -------------------------------------------------------------------------------- | --------------- | --------------- | ------- |
| 1. | „Kamonegix” (jap. カモネギックス)                                                | Yoshimasa Inoue | Yoshimasa Inoue | 4:18    |
| 2. | „Sunglasses to uchiakebanashi” (jap. サングラスと打ち明け話) (wyk. Kenkyūsei)    | KOUTAPAI        | Seiji Mutō      | 4:37    |
| 3. | „Doshaburi no seishun no naka de” (jap. どしゃぶりの青春の中で) (wyk. Shirogumi) | Shinji Watanabe | Ikuta Machine   | 4:33    |
| 4. | „Kamonegix” (off vocal ver.)                                                     | Yoshimasa Inoue | Yoshimasa Inoue | 4:18    |
| 5. | „Sunglasses to uchiakebanashi” (off vocal ver.)                                  | KOUTAPAI        | Seiji Mutō      | 4:37    |
| 6. | „Doshaburi no seishun no naka de” (off vocal ver.)                               | Shinji Watanabe | Ikuta Machine   | 4:33    |

| DVD | DVD                                                                                        | DVD     |
| Nr  | Tytuł utworu                                                                               | Długość |
| --- | ------------------------------------------------------------------------------------------ | ------- |
| 1.  | „Kamonegix” (Music Video)                                                                  |         |
| 2.  | „Kamonegix” (Music Video Dancing Version)                                                  |         |
| 3.  | „Doshaburi no seishun no naka de” (Music Video)                                            |         |
| 4.  | „Tokuten eizō „Hoshi ni negau koto” (zenpen)” (jap. 特典映像 「ほしにねがうこと」（前編）) |         |

### Type B
| CD | CD                                                                            | CD                | CD                | CD      |
| Nr | Tytuł utworu                                                                  | Kompozycja        | Aranżacja         | Długość |
| -- | ----------------------------------------------------------------------------- | ----------------- | ----------------- | ------- |
| 1. | „Kamonegix” (jap. カモネギックス)                                             | Yoshimasa Inoue   | Yoshimasa Inoue   | 4:18    |
| 2. | „Sunglasses to uchiakebanashi” (jap. サングラスと打ち明け話) (wyk. Kenkyūsei) | KOUTAPAI          | Seiji Mutō        | 4:37    |
| 3. | „Omowase kōsen” (jap. 思わせ光線) (wyk. Akagumi)                              | Kazunori Watanabe | Kazunori Watanabe | 3:53    |
| 4. | „Kamonegix” (off vocal ver.)                                                  | Yoshimasa Inoue   | Yoshimasa Inoue   | 4:18    |
| 5. | „Sunglasses to uchiakebanashi” (off vocal ver.)                               | KOUTAPAI          | Seiji Mutō        | 4:37    |
| 6. | „Omowase kōsen” (off vocal ver.)                                              | Kazunori Watanabe | Kazunori Watanabe | 3:53    |

| DVD | DVD                                                                                       | DVD     |
| Nr  | Tytuł utworu                                                                              | Długość |
| --- | ----------------------------------------------------------------------------------------- | ------- |
| 1.  | „Kamonegix” (Music Video)                                                                 |         |
| 2.  | „Kamonegix” (Music Video Dancing Version)                                                 |         |
| 3.  | „Omowase kōsen” (Music Video)                                                             |         |
| 4.  | „Tokuten eizō „Hoshi ni negau koto” (kōhen)” (jap. 特典映像 「ほしにねがうこと」（後編）) |         |

### Type C
| CD | CD                                                                                   | CD              | CD              | CD      |
| Nr | Tytuł utworu                                                                         | Kompozycja      | Aranżacja       | Długość |
| -- | ------------------------------------------------------------------------------------ | --------------- | --------------- | ------- |
| 1. | „Kamonegix” (jap. カモネギックス)                                                    | Yoshimasa Inoue | Yoshimasa Inoue | 4:18    |
| 2. | „Sunglasses to uchiakebanashi” (jap. サングラスと打ち明け話) (wyk. Kenkyūsei)        | KOUTAPAI        | Seiji Mutō      | 4:37    |
| 3. | „Mō hadashi ni hanarenai” (jap. もう裸足にはなれない) (wyk. Namba Teppōtai Sono Yon) | Takashi Fukuda  | Hiroshi Sasaki  | 3:49    |
| 4. | „Kamonegix” (jap. カモネギックス) (off vocal ver.)                                   | Yoshimasa Inoue | Yoshimasa Inoue | 4:18    |
| 5. | „Sunglasses to uchiakebanashi” (jap. サングラスと打ち明け話) (off vocal ver.)        | KOUTAPAI        | Seiji Mutō      | 4:37    |
| 6. | „Mō hadashi ni hanarenai” (jap. もう裸足にはなれない) (off vocal ver.)               | Takashi Fukuda  | Hiroshi Sasaki  | 3:49    |

| DVD | DVD                                                                          | DVD     |
| Nr  | Tytuł utworu                                                                 | Długość |
| --- | ---------------------------------------------------------------------------- | ------- |
| 1.  | „Kamonegix” (jap. カモネギックス) (Music Video)                              |         |
| 2.  | „Kamonegix” (jap. カモネギックス) (Music Video Dancing Version)              |         |
| 3.  | „Mō hadashi ni hanarenai” (jap. もう裸足にはなれない) (Music Video)          |         |
| 4.  | „NMB48 feat. Yoshimoto shinkigeki Vol. 7” (jap. NMB48 feat.吉本新喜劇 Vol.7) |         |

### Wer. teatralna
| CD | CD                                                                               | CD                | CD                   | CD      |
| Nr | Tytuł utworu                                                                     | Kompozycja        | Aranżacja            | Długość |
| -- | -------------------------------------------------------------------------------- | ----------------- | -------------------- | ------- |
| 1. | „Kamonegix” (jap. カモネギックス)                                                | Yoshimasa Inoue   | Yoshimasa Inoue      | 4:18    |
| 2. | „Doshaburi no seishun no naka de” (jap. どしゃぶりの青春の中で) (wyk. Shirogumi) | Shinji Watanabe   | Ikuta Machine        | 4:33    |
| 3. | „Omowase kōsen” (jap. 思わせ光線) (wyk. Akagumi)                                 | Kazunori Watanabe | Kazunori Watanabe    | 3:53    |
| 4. | „Toki wa katari hajimeru” (jap. 時間は語り始める)                                | Takafumi Fujino   | Yūichi "Masa" Nonaka | 3:56    |
| 5. | „Kamonegix” (off vocal ver.)                                                     | Yoshimasa Inoue   | Yoshimasa Inoue      | 4:18    |
| 6. | „Doshaburi no seishun no naka de” (off vocal ver.)                               | Shinji Watanabe   | Ikuta Machine        | 4:33    |
| 7. | „Omowase kōsen” (off vocal ver.)                                                 | Kazunori Watanabe | Kazunori Watanabe    | 3:53    |
| 8. | „Toki wa katari hajimeru” (off vocal ver.)                                       | Takafumi Fujino   | Yūichi "Masa" Nonaka | 3:56    |

## Skład zespołu
| „Kamonegix” |
| --- |
| - NMB48 Team N: Mayu Ogasawara, Kanako Kadowaki, Riho Kotani, Kei Jōnishi, Miru Shiroma, Sayaka Yamamoto (środek), Akari Yoshida - MB48 Team N / AKB48 Team B: Miori Ichikawa, Miyuki Watanabe - NMB48 Team M: Yui Takano, Airi Tanigawa, Nana Yamada, Keira Yogi - NMB48 Team M / AKB48 Team A: Fūko Yagura - NMB48 Team BII: Yūka Katō, Shū Yabushita |

| „Sunglasses to uchiakebanashi” |
| --- |
| - Kenkyūksei: Natsuko Akashi, Yūmi Ishida, Mizuki Uno, Mai Odan, Noa Ogawa, Chihiro Kawakami, Nagisa Shibuya (środek), Momoka Shimazaki, Riko Takayama, Honoka Terui, Hiromi Nakagawa, Reina Nakano, Rurina Nishizawa, Momoka Hayashi (środek), Chiho Matsuoka, Megumi Matsumura, Arisa Miura, Ayaka Morita, Rina Yamao |

| „Doshaburi no seishun no naka de” |
| --- |
| - Team N: Rika Kishino, Haruna Kinoshita, Aika Nishimura, Sayaka Yamamoto (środek) - Team M: Ayaka Okita, Ayaka Murakami, Natsumi Yamagishi, Nana Yamada - Team BII: Anna Ijiri, Mirei Ueda, Emika Kamieda - Kenkyūksei: Hiromi Nakagawa |

| „Omowase kōsen” |
| --- |
| - NMB48 Team N: Rina Kondō, Yūki Yamaguchi - NMB48 Team N / AKB48 Team B: Miyuki Watanabe (środek) - NMB48 Team M: Rena Kawakami, Momoka Kinoshita, Rena Shimada, Mao Mita - NMB48 Team M / AKB48 Team A: Fuuko Yagura - NMB48 Team BII: Yūri Ōta, Rina Kushiro - NMB48 Kenkyūsei: Mai Odan, Rina Yamao |

| „Mō hadashi ni hanarenai” |
| --- |
| - Team M: Sae Murase (środek) - Team BII: Hono Akazawa, Konomi Kusaka, Rikako Kobayashi, Kanako Muro - Kenkyūsei: Chihiro Kawakami, Nagisa Shibuya (środek), Momoka Hayashi |

| „Toki wa katari hajimeru” |
| --- |
| - Team N: Narumi Koga - Team M: Yuki Azuma (środek), Arisa Koyanagi - Team BII: Akari Ishizuka, Mako Umehara, Hazuki Kurokawa, Saki Kono, Tsubasa Yamauchi - Kenkyūsei: Natsuko Akashi, Yūmi Ishida, Uno Mizuki, Ogawa Noa, Momoka Shimazaki, Riko Takayama, Honoka Terui, Reina Nakano, Rurina Nishizawa, Chiho Matsuoka, Megumi Matsumura, Arisa Miura, Ayaka Morita |

## Notowania
| Lista                             | Pozycja |
| --------------------------------- | ------- |
| Oricon Weekly Singles Chart       | 1       |
| Oricon Yearly Singles Chart       | 12      |
| Billboard Japan Hot 100           | 1       |
| Billboard Japan Top Singles Sales | 1       |